# Rastodens
Genre
Rastodens est un genre de mollusques gastéropodes appartenant à la famille des Rastodentidae. L'espèce-type est Rastodens puerilis.

## Liste d'espèces
Selon World Register of Marine Species (29 septembre 2017) :
- Rastodens brevilabiosa Kay, 1979
- Rastodens electra (W. R. B. Oliver, 1915)
- Rastodens labiosa Kay, 1979
- Rastodens pseudomarginata Ponder, 1966
- Rastodens puer (May, 1921)
- Rastodens puerilis Ponder, 1966